# Bendorf, Rendsburg-Eckernförde
Bendorf là một đô thị thuộc quận Rendsburg-Eckernförde, bang Schleswig-Holstein.